# James Woods (Freestyle-Skier)
James Woods (* 19. Januar 1992 in Sheffield) ist ein ehemaliger britischer Freestyle-Skier. Er startete in den Freestyledisziplinen. Sein größter Erfolg ist der Slopestyle-Weltmeistertitel 2019.

## Werdegang
Woods debütierte im Freestyle-Skiing-Weltcup im Januar 2008 in Les Contamines und belegte dabei den 37. Platz auf der Halfpipe. Seit 2009 nimmt er ebenfalls an Wettbewerben der AFP World Tour teil. Dabei erreichte er im Januar 2009 bei den Polish Open in Zakopane mit dem dritten Platz im Big Air seine erste Podestplatzierung. Bei den Freestyle-Skiing-Weltmeisterschaften 2011 in Park City kam er im Halfpipe-Wettbewerb auf den 19. Platz und im Slopestyle auf den achten Rang. Im März 2011 gewann er bei den Winter-X-Games-Europe in Tignes die Bronzemedaille im Slopestyle. Zu Beginn der Saison 2012/13 holte er im Slopestyle in Ushuaia seinen ersten Weltcupsieg. Es folgte ein weiterer Weltcupsieg in Copper Mountain. Im Januar 2013 gewann er bei den Winter-X-Games in Aspen die Bronzemedaille im Slopestyle. Zwei Monate später holte er bei den Freestyle-Skiing-Weltmeisterschaften 2013 in Voss Silber im Slopestyle. Die Saison beendete er auf den dritten Platz in der AFP Slopestylewertung und den ersten Rang im Slopestyle-Weltcup. Zu Beginn der folgenden Saison kam er beim Weltcup in Cardrona und bei den New Zealand Freeski Open auf den zweiten Platz im Slopestyle. Bei seiner ersten Olympiateilnahme 2014 in Sotschi wurde er Fünfter im erstmals ausgetragenen Slopestyle-Wettbewerb.
Zu Beginn der Saison 2014/15 siegte Woods im Slopestyle bei den Freeski Open of New Zealand in Cardrona. Im weiteren Saisonverlauf belegte er im Big Air beim One Hit Wonder in Thredbo und im Slopestyle beim Dumont Cup in Newry den dritten Platz. Beim AFP World Tour Finale in Whistler errang er den zweiten Platz im Big Air. Zu Beginn der folgenden Saison holte er im Slopestyle in Cardrona seinen dritten Weltcupsieg und gewann im Slopestyle bei The North Face Freeski Open in Cardrona. Bei den Winter-X-Games 2016 in Aspen errang er den vierten Platz im Slopestyle und bei den X-Games Oslo 2016 den neunten Platz im Big Air. Im März 2016 wurde er jeweils im Slopestyle Dritter bei den European Freeski Open in Laax und bei der SFR Freestyle Tour in La Clusaz. Zum Saisonende gewann er die Big-Air-Veranstaltung Fridge Festival  in Obertauern und erreichte den 14. Platz im Gesamtweltcup und den vierten Rang im Slopestyle-Weltcup.
Zu Beginn der Saison 2016/17 siegte Woods zweimal im Slopestyle bei The Cardrona Games und bei der Big-Air-Veranstaltung Monster Energy jeweils in Cardrona. Im Januar 2017 holte er bei den Winter-X-Games 2017 in Aspen die Goldmedaille im Big Air. Zudem wurde er Vierter im Slopestyle. Im folgenden Monat belegte er beim Weltcup in Québec den zweiten Platz im Slopestyle. Im März 2017 gewann er bei den X-Games Norway 2017 in Hafjell und bei den Freestyle-Skiing-Weltmeisterschaften in Sierra Nevada jeweils die Bronzemedaille im Slopestyle. Die Saison beendete er auf dem siebten Platz im Slopestyle-Weltcup. In der Saison 2017/18 siegte er im Slopestyle in Cardrona und belegte auf der Seiser Alm den dritten Platz im Slopestyle. Damit erreichte er zum Saisonende den 25. Platz im Gesamtweltcup und den vierten Rang im Slopestyle-Weltcup. Ende Januar 2018 gewann er bei den Winter-X-Games die Bronzemedaille im Big Air und errang zudem den neunten Platz im Slopestyle. Bei den Olympischen Winterspielen 2018 in Pyeongchang wurde er Vierter im Slopestyle und bei den X-Games Norway 2018 in Fornebu Siebter im Big Air.
Bei der Weltmeisterschaft 2019 in Park gelang Woods der größte Erfolg seiner Karriere mit dem Gewinn der Goldmedaille.